# Шельменко-денщик (фильм, 1957)
«Шельменко-денщик» — советский чёрно-белый комедийный фильм 1957 года, снятый режиссёром Виктором Ивановым на основе одноимённой пьесы классика украинской драматургии Григория Квитка-Основьяненко. Производство Киевской киностудии им. А. П. Довженко.
Премьера фильма состоялась 5 октября 1957 года.

## Сюжет
Помещик Шпак отказывается выдать свою дочь Присиньку за капитана Скворца, и предлагает её выдать замуж за помещика Лопуцковского. Денщик Скворцов стремится помочь капитану и устраивает встречу молодых перед свадьбой. Шельменко организует похищение Присиньки и тайное венчание с Скворцовым. Помещик Шпак сначала не в восторге от этой идеи, но в конце концов примиряется с событиями и даже участвует в венчании. Счастливые молодожёны отправляются жить вместе в деревню, где Шельменко встречается с Мотрей, служанкой Шпака, и они уезжают вместе.

## Роли исполняют
- Михаил Покотило — Шельменко
- Евгений Бондаренко — Шпак
- Розалия Колесова — Фенна Степановна
- Ада Роговцева — Присинька
- Николай Досенко — Скворцов
- Полина Нятко — Аграфена Семёновна
- Николай Яковченко — Опецковский
- Вера Предаевич — Евжени
- Дмитрий Франько — Лопуцковский
- Софья Карамаш — Мотря

## Съёмочная группа
- Режиссёр: Виктор Иванов
- Оператор: Алексей Панкратьев
- Художник: Георгий Прокопец
- Композитор: Илья Виленский
- Звукооператор: Георгий Парахников
- Ассистент режиссёра: В. Фокин
- Монтажёр: Нехама Ратманская
- Художник-гримёр: Н. Блажевич
- Автор текста песен: Григорий Плоткин
- Редактор: Н. Орлова
- Директор картины: Г. Брусин